# Bódvalenke
Bódvalenke es un pueblo ubicado en el distrito de Edelény, condado de Borsod-Abaúj-Zemplén, Hungría.

## Superficie
Posee una superficie de 6,630 kilómetros cuadrados.

## Demografía
Hasta 2022 la población era de 268 habitantes, con una densidad de población de 40,42 habitantes por kilómetro cuadrado.